# 路易斯·赫斯·達松
路易斯·赫斯·達松（1991年5月2日—），小名Louis，是一名隸屬於泰國第7電視台的泰法混血男演員及模特。以其在電視劇《死神之淚》中客串而聞名。

## 個人簡歷

### 早期生活
Louis於1991年5月2日出生於泰國曼谷，為法國裔泰國人。大學畢業於藍康恆大學的人文學院。

### 演藝經歷
自2008年起，Louis開始以演員身份進入演藝圈，拍攝了第一部雜誌和MV（歌曲〈"ถามไม่ตรงคำตอบ"〉，由Kamikaze的Waii所演唱）。同年，他在電影《青春音樂夢》中主演Johnny一角。之後，在2013年，Louise正式與7台簽約，開始以演員的身分活動，第一部參與演出的電視劇為《死神之淚》。2016年，首次擔任男主角，搭檔女星阿帕·芭薇萊（Maggi）主演翻拍劇《隱形雙胞胎》。

## 影視作品

### 電視劇
| 首播年份 | 戲名                   | 戲名   | 播放平台 | 角色                    | 備註 |
| 首播年份 | 譯名                   | 原文名 | 播放平台 | 角色                    | 備註 |
| 2013年   | 《死神之淚》           |        | Ch7HD    | 騎士                    | 客串 |
| 2013年   | 《死神之淚》           | 男爵   | Ch7HD    |                         | 客串 |
| 2014年   | 《逐愛天涯》           |        | Ch7HD    | Makee                   | 配角 |
| 2015年   | 《他的搭檔2》          |        | Ch7HD    | Chol                    | 客串 |
| 2016年   | 《隱形雙胞胎2016》     |        | Ch7HD    | Nat                     | 主演 |
| 2016年   | 《夜鷹》               |        | Ch7HD    | Kongkiat                | 配角 |
| 2017年   | 《折象舌》             |        | Ch7HD    | Thanus Niralai （Dan）  | 主演 |
| 2017年   | 《愛的使命之怦然心動》 |        | Ch7HD    | Chayin                  | 配角 |
| 2018年   | 《七河國》             |        | Ch7HD    | Chat Lamchi             | 主演 |
| 2018年   | 《寒夜星暖》           |        | Ch7HD    | Pawat （Wat）           | 主演 |
| 2019年   | 《火雪》               |        | Ch7HD    | Himalai （Hin）         | 主演 |
| 2019年   | 《反叛之心》           |        | Ch7HD    | Lieutenant Yuparach     | 主演 |
| 2020年   | 《雄獅指令》           |        | Ch7HD    | Singh                   | 主演 |
| 2021年   | 《沸騰的海》           |        | Ch7HD    | Lui Daniel              | 主演 |
| 2022年   | 《以槍擋道》           |        | Ch7HD    | Ekarat Daensuang （Ek） | 主演 |
| 2023年   | 《湄公河2023》         |        | Ch7HD    | Dargo                   | 主演 |
| 2024年   | 《假扮媽媽》           |        | Ch7HD    | Patitan                 | 主演 |

### 單元劇
| 首播年份 | 戲名         | 戲名   | 播放平台 | 角色                               | 備註 |
| 首播年份 | 譯名         | 原文名 | 播放平台 | 角色                               | 備註 |
| 2016年   | 《陸地上游》 |        | Ch7HD    | Suebsin Samerma （國家公園負責人） | 主演 |

### 電影
| 上映年份 | 片名           | 角色   | 備註 |
| 2010年   | 《青春音樂夢》 | Johnny | 主演 |

## 獎項與提名
| 年份   | 頒獎典禮            | 獎項           | 提名作品       | 結果 | 來源 |
| 2024年 | Maya TV Awards 2024 | 年度最佳男配角 | 《湄公河2023》 | 提名 |      |

## 外部連結
- 路易斯·赫斯於Ch7HD的簡介 （页面存档备份，存于）（泰文）
- 路易斯·赫斯·達松的Instagram帳戶（泰文）
- 路易斯·赫斯·達松的X（前Twitter）（泰文）